# Afbetalingskrediet
Afbetalingskrediet is een lening die gesloten wordt voor de aankoop van consumptiegoederen. Men spreekt van "kopen op afbetaling". Meestal betreft dit luxe goederen zoals elektronische en huishoudelijke apparatuur en luxe kleding. De lening wordt gesloten via het bedrijf dat de goederen verkoopt. Meestal doet de verkoper niet zelf dienst als kredietverlener maar treedt hij op als tussenpersoon van een financiële instelling. De gekochte goederen dienen als onderpand. De rente op de lening is ten slotte meestal hoog. De maximaal toegestane rentevoet in Nederland is gelijk aan de “gewone” wettelijke rente vermeerderd met 12% (februari 2020: samen 14%). Zie ook effectieve rente.